# 李從珂
唐末帝李從珂（885年2月11日—937年1月11日），鎮州（今河北正定）人，五代時期後唐末代皇帝，本姓王，小字二十三，因此又稱阿三。後世亦稱之為唐廢帝。

## 生平
李從珂生于平山，十餘歲時，其母魏氏被當時仍是將領的後唐明宗李嗣源所擄，李從珂不久就被李嗣源改名並收為養子。長大後身形雄偉健壯，又驍勇善戰，常隨李嗣源南征北討，頗得其喜愛。莊宗也曾赞道：“阿三不惟与我同齿，敢战亦相类。”
同光二年（924年），为卫州刺史。同光三年（925年），李嗣源因家在太原，上表请求让时任卫州刺史的李从珂为北京（太原）内牙马步都指挥使，以便相聚，却导致莊宗大怒，李从珂被黜为突骑指挥使，率数百人戍石门镇。次年李嗣源平定邺都之乱时被迫造反，李从珂率军与之会合，助其夺位。
李嗣源即帝位後，天成元年（926年），李從珂曾任河中節度使之職。天成二年，加检校太保、同平章事。然因與權臣樞密使安重誨之前有過節，在長興元年（930年），因安重誨設計被部下杨彦温驱逐，遂被解除軍權，回京師洛陽居住。安重诲意欲以失守藩镇之罪处死李从珂，但李嗣源以父子之情和李从珂曾挑粪养家为由，百般保全，最后李从珂被罢官软禁在家。次年（931年），安重誨失勢，李從珂再受重用，被任命為左衛大將軍、西京（長安）留守。長興三年（932年），进太尉，被改命為鳳翔節度使。長興四年（933年），封潞王。
後唐應順元年（934年）二月，閔帝李從厚聽信大臣的建議，調動各重要節度使之職，準備削弱藩鎮的實力。闵帝命他移镇太原，李從珂恐懼，遂反。李從厚命西京留守王思同率大軍討伐，王思同围攻凤翔城（今陝西鳳翔）。凤翔城墙低，护城河窄浅，根本无法固守。眼看鳳翔即將陷落，未料討伐軍將兵驕橫，貪圖賞賜，李從珂抓住這點登城脱衣露出自己历次征战留下的伤疤，哭诉自己立有大功却遭此下场，誘使曾效力自己的討伐軍叛變，反敗為勝，遂以清君侧为由，于四月以摧枯拉朽之勢率军攻入京師洛陽，即帝位，改元清泰，並派人將逃亡的李從厚殺害。
李嗣源之婿石敬瑭時任重鎮河東節度使之職，李從珂與他二人當初在李嗣源手下皆以勇力過人著稱，彼此存有競爭之心。因此李從珂即位後，對石敬瑭愈發猜忌，而石敬瑭亦有謀反之意。清泰三年（936年），石敬瑭以調鎮他處試探，而李從珂信翰林学士薛文遇之言，以为石敬瑭早晚要反，早点逼反他反而便于平定，果真將石敬瑭改任天平節度使，石敬瑭因此叛變，同時向契丹乞援。李從珂命各鎮聯合討伐，不料统军大将张敬达被契丹援军围困后被叛将所杀，聯軍也各懷鬼胎致大敗於團柏谷，石敬瑭與契丹大軍得以順利南下進逼京師洛陽。石敬瑭率军至河阳。父老在于上东门外迎接李从珂，建议他效法唐玄宗、唐僖宗入蜀再图恢复，李从珂指出唐玄宗、唐僖宗时西川节度使皆是文臣，而今孟氏却已在西川割据称帝。李從珂無計可施，於閏十一月二十六日（陽曆為937年1月11日）在玄武楼自焚而死。

## 家庭

### 妻子
- 劉皇后

### 子女

#### 子
1. 李重吉，934年被闵帝所杀
2. 雍王李重美，936年封，937年自杀

#### 女
- 趙國公主李惠明，出家為尼，法号幼澄，934年被闵帝所杀
- 某女，李从珂败亡时年尚幼

## 延伸阅读
[在维基数据编辑]
 在维基文库阅读此作者作品
 《舊五代史/卷46》，出自薛居正《舊五代史》
 《新五代史/卷07》，出自歐陽修《新五代史》

## 引用
1. ↑  《新五代史·唐本紀·廢帝》：“廢帝，鎮州平山人也，本姓王氏，其世微賤，母魏氏，少寡，明宗為騎將，過平山，掠得之。魏氏有子阿三，已十餘歲，明宗養以為子，名曰從珂。及長，狀貌雄偉，謹信寡言，而驍勇善戰，明宗甚愛之。自晉兵戰梁于河上，從珂常立戰功，莊宗呼其小字曰：「阿三不徒與我同年，其敢戰亦類我。」”
2. ↑  《新五代史·唐本紀·廢帝》：“同光二年，為衞州刺史突騎指揮使，戍于石門。明宗討趙在禮，自魏反兵而南，從珂率戍兵自曲陽、盂縣馳出常山以追明宗。明宗之南也，兵少，得從珂兵在後，而軍聲大振。”
3. ↑  《新五代史·唐本紀·廢帝》：“明宗入立，拜從珂河中節度使，封潞王。是時，明宗春秋已高，王於諸子次最長，樞密使安重誨患之，乃矯詔河中裨將楊彥溫使圖之。王閱馬于黃龍莊，彥溫即閉門拒之，王止于虞鄉以聞，明宗召王還京師，居之清化里第。重誨數請行軍法，明宗不聽，後重誨見殺，乃起王為左衞大將軍、西京留守。”
4. ↑  《新五代史·唐本紀·廢帝》：“長興三年，為鳳翔節度使。王子重吉自明宗時典禁兵，為控鶴指揮使，愍帝即位，朱弘昭、馮贇用事，乃罷重吉兵職，出為亳州團練使。又徙王為北京留守，不降制書而宣授，又以李從璋為代。初，安重誨得罪罷河中，以從璋為代，而重誨見殺，故王益自疑，遂據城反。愍帝遣王思同會諸鎮兵討之，思同戰敗走，諸鎮兵皆潰。清泰元年三月丁巳，王以兵東。庚申，次長安，西京副留守劉遂雍叛于唐，來降。甲子，次華州，執藥彥稠。丙寅，次靈寶，河中安彥威、陝州康思立叛于唐，來降。己巳，次陝。康義誠叛于唐，來降。殺宣徽使孟漢瓊。愍帝出居于衞州。夏四月壬申，入京師，馮道率百官迎王于蔣橋，王辭不見。入哭于西宮，遂見羣臣，道拜，王答拜。入居于至德宮。癸酉，以太后令降天子為鄂王，命王監國。乙亥，皇帝即位。丙子，率河南民財以賞軍。丁丑，借民房課五月以賞軍。戊寅，弒鄂王，慈州刺史宋令詢死之。乙酉，大赦，改元。戊子，殺康義誠及藥彥稠。”
5. ↑  《新五代史·唐本紀·廢帝》：“三年春正月乙未，百濟遣使者來。丁未，封子重美為雍王。三月丙午，翰林學士、禮部侍郎馬胤孫為中書侍郎、同中書門下平章事。河東節度使石敬瑭反。夏五月乙卯，建雄軍節度使張敬達為太原四面都招討使，義武軍節度使楊光遠為副。戊申，先鋒指揮使安審信叛降于石敬瑭。己酉，振武戍將安重榮叛降于石敬瑭。壬子，天雄軍屯駐捧聖都虞候張令昭逐其節度使劉延皓。六月癸亥，以令昭為右千牛衞將軍，權知天雄軍事。甲戌，宣武軍節度使范延光為天雄軍四面招討使。秋七月戊申，克魏州。壬子，張令昭伏誅。癸丑，彰聖指揮使張萬迪叛降于石敬瑭。八月戊午，契丹使梅里來。九月甲辰，張敬達及契丹戰于太原，敗績，契丹圍敬達于晉安。戊申，如河陽。冬十月壬戌，括馬，籍民為兵。十一月戊子，盧龍軍節度使趙德鈞為行營都統。丁酉，契丹立晉。閏月甲子，楊光遠殺張敬達，以其軍叛降于契丹。甲戌，契丹及晉人至于潞州。丁丑，至自河陽。辛巳，皇帝崩。”

| 前任： 義弟后唐閔帝李從厚 | 中國中原地區君主 934年—936年 | 繼任： 義妹婿後晉高祖石敬瑭 |
| 前任： 義弟后唐閔帝李從厚 | 中國後唐皇帝 934年—936年     | 繼任： 末任                 |